# Steatomys parvus
Steatomys parvus là một loài động vật có vú trong họ Nesomyidae, bộ Gặm nhấm. Loài này được Rhoads mô tả năm 1896.